# Комаревец
Комаревец — посёлок в Урицком районе Орловской области России.
Входит в состав Архангельского сельского поселения.

## География
Расположен на левом берегу реки Комаревец на автомобильной дороге Р120 (Орёл — Брянск — Смоленск — граница с Республикой Беларусь), до 31 декабря 2017 года называлась А-141. В посёлке автодорога образует улицу Шоссейную.

## Население
| 2010 |
| ---- |
| 24   |